# Lakierowanie druku
Lakierowanie druku, czyli pokrywanie lakierem druku, to jeden ze sposobów uszlachetniania druku, tj. podnoszenia jakości lub atrakcyjności podłoża drukowego zazwyczaj pokrytego farbą drukową.

## Cele lakierowania
- Mechaniczne zabezpieczenie zadrukowanej powierzchni przed ścieraniem się farby. Najefektywniejsze w tym względzie są lakiery utrwalane promieniami UV, następnie lakiery dyspersyjne, a na końcu lakiery olejowe. Istnieją lakiery, które stosowane jedynie jako zabezpieczające: są to lakiery o niskim połysku lub wręcz niezmieniające wrażenia barwy (lakiery neutralne).
- Zmiana wyglądu naniesionej farby drukowej. Lakier pozwala uzyskiwać dodatkowe efekty wizualne: połysk, połysk perłowy, lub wręcz odwrotnie – zmatowienie. Mimo że lakier tworzy praktycznie bezbarwną powierzchnię (analiza spektralna), to jednak wpływa na odbiór barwy druku, a w niektórych przypadkach (np. barwy niebieskie lub fioletowe) nawet w sposób radykalny. Mówi się, że lakier „ożywia” barwę i wydobywa z niej głębię poprzez wzrost wrażenia jaskrawości i nasycenia.
- Zwiększenie sztywności, a pośrednio także wrażenia grubości podłoża drukowego – np. w przypadku stosowania na okładkę publikacji niezbyt grubego papieru, czyli papieru o niskiej gramaturze.
- Zastosowania specjalne, np. lakiery termochromowe zawierające pigmenty termochromatyczne, dzięki którym zmieniają barwę w różnych zakresach temperaturowych), lakiery fotoluminescencyjne (dodatkami emitującymi światło w ciemnościach), lakiery zapachowe (wydzielające zapach na polakierowanej powierzchni po przetarciu jej dłonią w celu zniszczenia mikrokapsułek z substancją zapachową), lakiery perłowe (zawierające pigment perłowy), lakiery zdrapkowe (zawierające wypełniacze, dzięki którym łatwo się zdrapują), lakiery brokatowe (zawierająca brokat), lakiery wypukłe (wyraźnie wystające ponad lakierowaną powierzchnię), lakiery blistrowe, lakiery strukturalne (nie rozlewające się równomiernie na lakierowanej powierzchni, lecz tworzące gęsto usiane „wysepki”).

## Sposoby lakierowania
- Lakierowanie stosuje się zarówno do powierzchni podłoża drukowego pokrytych całkowicie farbą drukową, jak też do powierzchni zadrukowanych tylko częściowo (wtedy jest pokrywane lakierem także niezadrukowane podłoże drukowe).
- Lakierowana może być cała powierzchnia arkusza, lub też tylko jej wybrane graficznie obszary (wtedy jest to tzw. lakierowanie punktowe, co jest nieco mylącą nazwą, gdyż lakier nie jest nanoszony w postaci kropek, lecz apli). Lakierowanie takie zwie się również lakierowaniem wybiórczym.

## Rodzaje lakierów
W poligrafii znajdują zastosowanie lakiery olejowe, utrwalane promieniami UV, dyspersyjne (w tym: rozpuszczalnikowe). Lakiery te Nakładane są na powierzchni druku. Czasem lakier primer stosuje się jako podkład pod lakierowanie lakierem UV. Jako lakierów podkładowych używa się lakierów dyspersyjnych.

### Lakiery olejowe
Lakiery olejowe tworzone są na bazie modyfikowanych olejów roślinnych i mineralnych. Lakiery te schną głównie przez utlenianie. Utlenianiu towarzyszy tworzenie rozbudowanych łańcuchów polimerowych.
Metody nakładania: z zespołu farbowego maszyn offsetowych.

Lakiery olejowe można podzielić na błyszczące i matowe. Niektórzy producenci produkują lakiery o pogłębionym macie. Występują też lakiery neutralne, tj, nie zmieniające wrażeń barwnych druku, a jedynie zabezpieczające druk.

### Lakiery UV
Skład lakierów utrwalanych promieniami UV: modyfikowane żywice, fotoinicjatory, które inicjują proces polimeryzacji, dodatki, które modyfikują własności optyczne i inne. Lakiery UV schną poprzez tworzenie przez polimery (żywice) długich wiązań.
Metody nakładania: lakierówki, zespół wodny w maszynach offsetowych, zespół farbowy w maszynach offsetowych, maszyny sitodrukowe, maszyny fleksograficzne (flekso UV).
Lakiery UV można podzielić na błyszczące i matowe, podatne na klejenia, podatne na nanoszenie folii hot-stampingowej, kationowe stosowane we fleksografii a nieszkodliwe fizjologicznie, czyli nadające się na artykuły spożywcze

### Lakiery dyspersyjne
Skład lakierów dyspersyjnych: dyspersja polimerów z grupy akrylanów modyfikowanych tworzących zawiesinę wodną o barwie mętno-białej, hydrozole, dyspersje woskowe, substancje domieszkowe regulujące napięcie powierzchniowe, odporność na ścieranie itd. Lakiery dyspersyjne schną przez parowanie, lecz przede wszystkim przez wsiąkanie. Cząsteczki stałe w lakierze nie są chemicznie reaktywne. Lakier dyspersyjny zawiera ok. 55% wody.
Metody nakładania: lakierówki, wieże lakiernicze w maszynach offsetowych, posiadające wałek aniloxowy, rolowe maszyny offsetowe z zespołem lakierującym, maszyny fleksograficzne z zespołem lakierującym, zespół wodny w maszynach offsetowych, zespół farbowy w maszynach offsetowych, maszyny wklęsłodrukowe z zespołem lakierującym, maszyny sitodrukowe z zespołem lakierującym. Czyli zastosowanie znajduje w takich technikach druku jak: fleksografia, offset, wklęsłodruk, sitodruk.
Lakiery dyspersyjne występują w odmianach: błyszczące (jeden producent produkuje zazwyczaj lakiery o różnym stopniu wybłyszczenia) i matowe (jeden producent produkuje przeważnie lakiery matowe dające zbliżony do siebie efekt matu). Lakiery są modyfikowane dla osiągnięcia dodatkowych właściwości, np. zwiększenie poślizgu (czyli lakierowany arkusz łatwiej przesuwa się względem drugiego lakierowanego arkusza nie ciągnąc go za sobą, co z kolei jest istotne przy podawaniu arkusza w składarko-sklejarkach.), zwiększenie odporności na ścieranie (dla lepszego zabezpieczenia druku), zwiększenie odporności na alkohol (istotne w etykietach na alkohole jako zabezpieczenie druku etykiety narażonej na kontakt z alkoholem), zwiększenie odporności na blokowanie w stosie (czyli arkusze ułożone w stosy po lakierowaniu nie sklejają się ze sobą tworząc sklejony blok, na co szczególnie są narażone przy lakierowaniu obustronnym), podatność na kalandrowanie (czyli polerowanie arkusza polakierowanego za pomocą specjalnych walców zwanych kalandrami, pracujących na gorąco)
Z racji na dużą zawartość wody zaleca się lakierowanie papieru o gramaturze powyżej 90 g/m².
Lakiery rozpuszczalnikowe stanowią szczególną grupę lakierów dyspersyjnych. Tworzone są na bazie celulozy i żywic modyfikujących jej cechy. Schną przez parowanie.
Metody nakładania: lakiery rozpuszczalnikowe nanoszone są techniką fleksodruku i wklęsłodruku.